# Ocellé chevronné
Pseudochazara geyeri
Espèce
L'Ocellé chevronné (Pseudochazara  geyeri) est une espèce de lépidoptères (papillons) de la famille des Nymphalidae, de la sous-famille des Satyrinae et du genre Pseudochazara.

## Dénomination
Pseudochazara geyeri a été nommé par Gottlieb August Wilhelm Herrich-Schäffer en 1846.
Synonymes : Hipparchia anthelea ; [Otakar Kudrna].

### Sous-espèces
- Pseudochazara geyeri karsicola Gross, 1978 ; en Arménie.
- Pseudochazara geyeri occidentalis (Rebel & Zerny, 1931)[1].

### Noms vernaculaires
L'Ocellé chevronné se nomme Grey Asian Grayling  en anglais, Μακεδονική χαζάρα en grec,.

## Description
L'Ocellé chevronné est un papillon marron avec une large bande postdiscale jaune pâle à ocre clair marquée de nervures foncées et ses ailes sont bordées d'une frange entrecoupée. L'aile antérieure, porte deux ocelles foncés pupillés de blanc dont un à l'apex et deux points postdiscaux blancs en e3 et e4.
Le revers, très clair, présente les mêmes deux ocelles aux antérieures sur une bande oivoire alors que les postérieures sont marron clair avec une ornementation de chevrons postmarginaux et des nervures claires.

## Biologie

### Période de vol et hivernation
Il vole en une génération, de mi-juillet à fin août.

### Plantes hôtes
Les plantes hôtes sont des graminées.

## Écologie et distribution
L'Ocellé chevronné est présent en Albanie, Macédoine, Grèce, Turquie, Arménie, au Turkestan et en Asie centrale,.

### Biotope
Il réside sur des pentes sèches rocheuses.